# Foilhommerum Bay
Foilhommerum Bay (deutsch „Foilhommerumbucht“) ist eine Bucht an der Westküste Irlands. Sie liegt im Südwesten von Valentia Island, einer der Iveragh-Halbinsel vorgelagerten Insel des County Kerry.
Neben ihrer landschaftlichen Einzigartigkeit ist sie vor allem wegen eines technikgeschichtlich bedeutenden Ereignisses aus der zweiten Hälfte des 19. Jahrhunderts bekannt: der Anlandung des ersten transatlantischen Telegrafenkabels. Über dieses wurde mithilfe elektrischer Telegrafie erstmals die Telekommunikation zwischen Europa und Nordamerika ermöglicht.

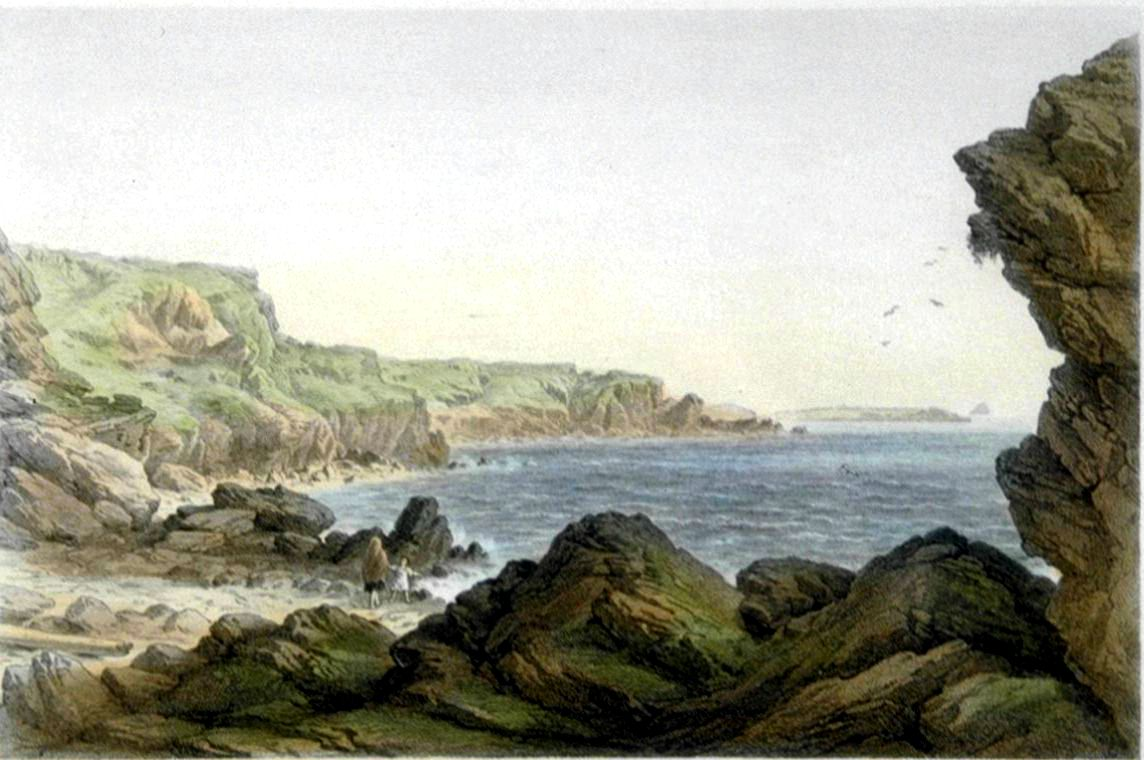
Lithografie (1865)
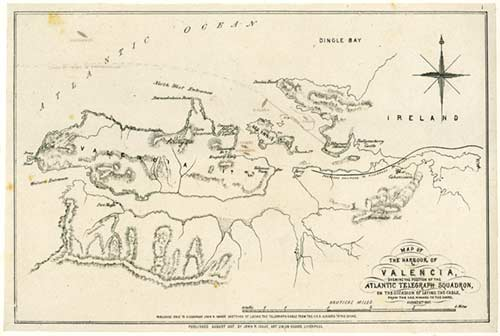
Karte (um 1857)
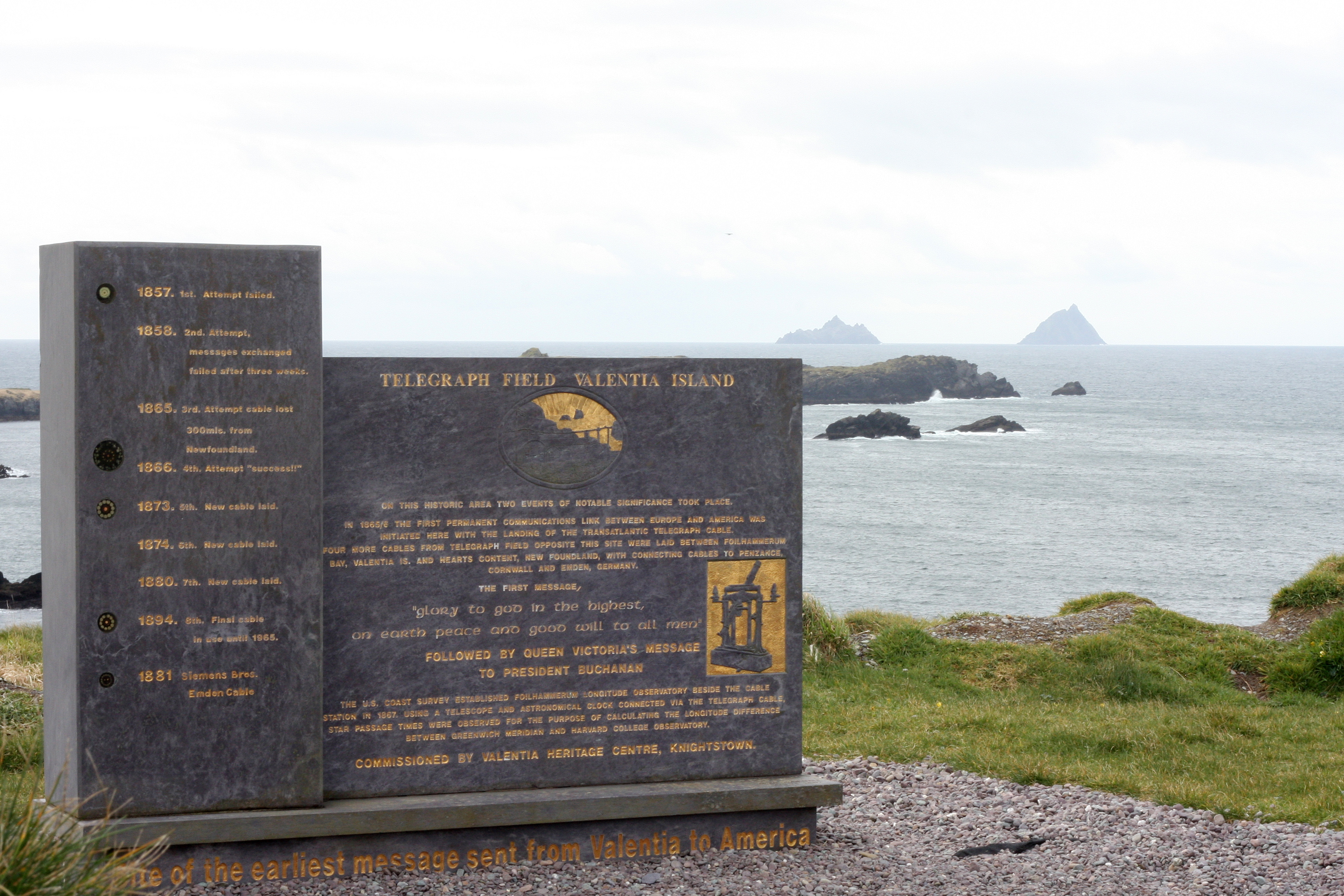
Gedenktafel aus lokalem Schiefer